# 亞雷什夫卡 (文尼察區)
49°6′49″N 28°27′58″E / 49.11361°N 28.46611°E
亞雷什夫卡（羅馬化：Yaryshivka）是烏克蘭的村落，位於該國西南部文尼察州，由文尼察區負責管轄，始建於1773年，面積1.39平方公里，海拔高度272米，2001年人口1,160，人口密度每平方公里832.74人。